# Institut polytechnique rural de formation et de recherche appliquée
L'Institut polytechnique rural de formation et de recherche appliquée (ou IPR / IFRA) est un institut d'enseignement supérieur et de recherche fondé en 1897  et situé à Katibougou, à environ 3,5 kilomètres au nord-est de Koulikoro, au Mali.

## Personnalités liées

### Anciens étudiants
- Agatam Ag Alhassane
- Ousmane Ag Rhissa
- David Sagara
- Moussa Léo Sidibé
- Abdourahmane Oumar Touré
- Élisée Jean Dao

### Enseignants et chercheurs
- Messa Ould Mohamed Lady
- Bokary Tréta
- Dr KASSOGUÉ Boukary

Dr Kassogué émerge dans cet établissement sur des questions d'enseignement de politique agricole, d'économie générale, de Microéconomie, de macroéconomie, d'Économétrie, Organisation du monde rural, Économie rurale, Management et gestion stratégique.Spécialiste en analyse quantitative et politique économique, en développement rural et coopération. Docteur en Sciences Économiques, il maîtrise parfaitement l'utilisation de la méthode quantitative et qualitative (déductive, induite déductive et hypothéticodéductive). Il dispose à son actif plusieurs publications, copublications et communications scientifiques en ligne. Disciplines-Compétences::Économie-Économétrie. Il a une expertise sur les questions relatives aux politiques agricoles des pays ouest-africains, en Économie appliquée méthode non paramétrique Data Enveloppement Analyse-DEA-Estimation de la fonction de distance de Sephard à la frontière de production, Modèle Vector autorégression (VAR)Modèle autorégressif à retards échelonnés ou distribués (ARDL)politiques agricoles Vulgarisation et conseils agricoles, Économie générale Programmation linéaire Microéconomie Indice de Malmquist[...].